# Gyllene Tider
A Gyllene Tider egy svéd popzenekar.

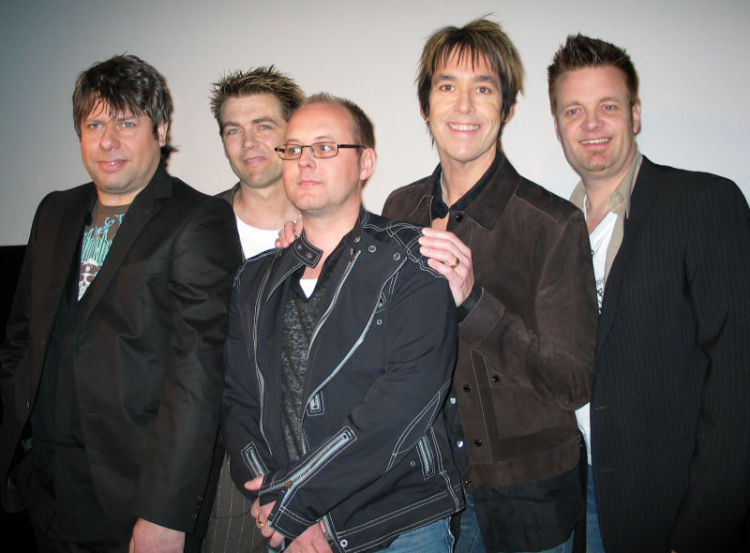
A Gyllene Tider 2004 márciusában

## Történetük
1977-ben Per Gessle és Mats Persson megalkotta a Grape Rock nevű duót, majd ehhez csatlakozott Micke Andersson, Anders Herrlin és Göran Fritzon, így született meg a végleges felállás és felvették a Gyllene Tider nevet.
1978-ban a Billy című első EP-jük 900 példányban kelt el. Egy évvel később jött ki első nagylemezük, mellyel már kirobbanó sikert arattak, több sláger is szerepelt a korongon, mint például a Flickorna på TV2 vagy a När vi två blir en. 1981-ben második lemezük is megjelent Moderna Tider (modern idők) címmel, mely szintén sikeres album lett, ezt egy országos turné követte. A következő évben jelent meg a Puls mely a Sommartider és a Flickan i en Cole-Porter-sång c. slágereket tartalmazta.
Később a csapat megpróbált betörni a nemzetközi piacra a Heartland c. 6 dalos összeállítással (a Svédországban megjelent Heartland Café c. lemez rövidített változata), Roxette név alatt. Csupán 8000 példány kelt el belőle. Később Per Gessle és Marie Fredriksson híres duója vette fel ezt a nevet.
1985-ben a zenekar hivatalosan feloszlott, a rákövetkezendő években válogatáslemezeik jelentek meg, illetve összeálltak néhány fellépés erejéig.
2004-ben a zenekar 25 éves fennállását ünnepelte egy új album megjelentetésével, valamint nyári koncertturnéra indult. 2004. augusztus 7-én a göteborgi Ullevi stadionban 58 977 rajongó előtt léptek fel.

## Tagok
- Per Gessle - ének, gitár
- Mats Persson - gitár
- Micke Andersson - dob
- Anders Herrlin - basszus
- Göran Fritzon - billentyűsök

## Lemezeik
- Gyllene Tider (EP, 1978) (más néven "Billy" vagy "a sárga EP")
- Gyllene Tider (1980)
- Moderna Tider (1981)
- Puls (1982)
- The Heartland Café (1984)
- Parkliv (Live 1981) (1990)
- Återtåget Live! (Live 1996) (1997)
- Finn 5 fel! (2004)
- GT25 Live! (Live 2004)
- Dags att tänka på refrängen (2013)

## Külső hivatkozások
- Hivatalos honlap